# Pustułka stepowa
Pustułka stepowa (Falco rupicoloides) – gatunek średniej wielkości ptaka drapieżnego z rodziny sokołowatych (Falconidae). To jedna z największych pustułek zasiedlająca otwarte przestrzenie południowej i wschodniej Afryki.

## Systematyka
Wyróżniono trzy podgatunki F. rupicoloides:
- Falco rupicoloides fieldi
- Falco rupicoloides arthuri
- Falco rupicoloides rupicoloides

## Charakterystyka

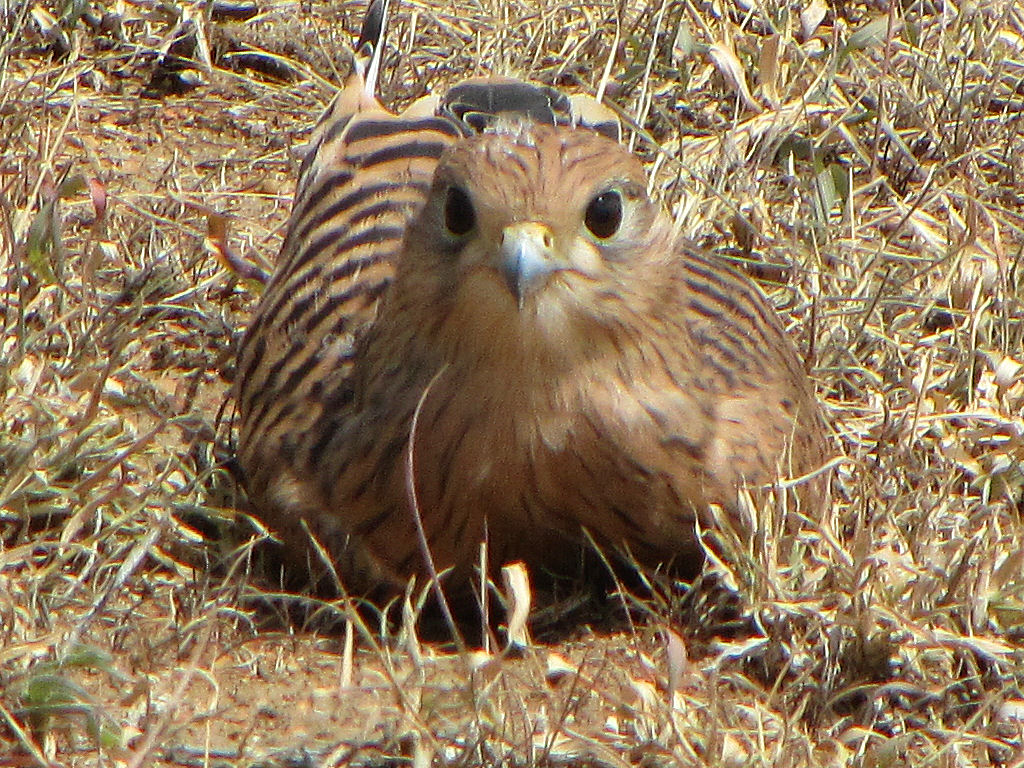
Osobnik młodociany w Parku Narodowym Serengeti w Tanzanii

Ubarwienie dorosłej pustułki stepowej jest w większości jasnordzawe, zarówno w spodniej, jak i górnej części ciała. Grzbiet, górna strona pokryw skrzydłowych i boki ciała są czarno prążkowane. Na klatce piersiowej widać ciemne pręgi, na głowie są również obecne, ale pomijając policzki w przeciwieństwie do pustułki Falco tinnunculus i pustułeczki. Kuper i ogon są szare z czarnymi paskami. Ogon jest w dodatku biało zakończony. W locie biała spodnia część pokryw skrzydłowych kontrastuje z ciemniejszą resztą ciała. Tęczówka oka jest biaława w odróżnieniu od innych blisko spokrewnionych gatunków. Większość dzioba jest niebiesko-szara, a nogi i woskówka żółta. Ptak młodociany ma rudy ogon, zamiast szarego, prążkowania po jego bokach i ciemne oczy.
Ptak ma 29–37 cm długości i 68–84 cm rozpiętości skrzydeł. Południowy podgatunek F. r. rupicoloides waży około 181–334 gramów. Natomiast podgatunek F. r. arthuri jest mniejszy i waży 165–252 gramów. Północny podgatunek F. r. fieldi również ma mniejsze rozmiary i ma jaśniejsze upierzenie niż pozostałe.
Pustułki stepowe zwykle zachowują ciszę, ale potrafią wydać przenikliwe, powtarzane dźwięki.

## Występowanie i środowisko
Ptak zamieszkuje otwarte, suche obszary, na których znajdują się użytki zielone, sawanny i półpustynie. Często pustułki związane są z akacjami. Najchętniej czują się na obszarach porośniętych roślinnością poniżej 50 cm. Spotyka się je od poziomu morza po 2150 metrów n.p.m., najczęściej pomiędzy 800 a 1800 metrów.
To dość pospolity i szeroko rozpowszechniony ptak w południowych areałach swojego występowania, ale jego rozmieszczenie na bardziej północnych terenach jest rzadsze i nieciągłe. Podgatunek F. r. rupicoloides gnieździ się w Namibii, Botswanie, Zimbabwe, częściowo w Angoli i Zambii oraz w większej części Południowej Afryki oprócz bardziej wilgotnych południowych i wschodnich regionów. Podgatunek F. r. arthuri spotyka się w Kenii i północnej Tanzanii, a F. r. fieldi występuje w Etiopii, Erytrei, północnej Somalii i prawdopodobnie również w północnej Kenii.
Całkowity zasięg pustułki stepowej obejmuje 3,5 mln km². Jej populacja jest stabilna, a jej wielkość szacuje się na 100 000 do 200 000 par lęgowych. Większość osobników jest osiadła, ale niektóre koczują lub są rozproszone.

## Pożywienie
Pustułka stepowa poluje zwykle z dobrze wyeksponowanego obiektu, jak drzewo lub skały. Podobnie jak parę innych gatunków pustułek, zdarza się jej w locie zawisać w powietrzu. Karmi się przede wszystkim bezkręgowcami, np. konikami polnymi, termitami, chrząszczami i solfugami. Chwyta również jaszczurki, a niekiedy nawet małe ptaki, ssaki i węże.
Przeważnie polują na zdobycz na ziemi. Zwraca uwagę na lokalne pożary, gdzie może złowić owady i inne ofiary uciekające od płomieni. Gdy zgromadzonego pokarmu jest za dużo, może go ukrywać pod roślinami lub kamieniami.

## Okres lęgowy
Miesiące, w których odbywa rozród, różnią się w konkretnych regionach. Na południu trwa od lipca do kwietnia z największą częstością przypadającą na wrzesień i grudzień. W Kenii i Tanzanii pustułki mogą rozmnażać się przez cały rok, choć najczęściej robią to między kwietniem a lipcem. W Somalii gniazdowanie odbywa się natomiast od kwietnia do sierpnia.
Pustułki stepowe wykorzystują stare gniazda innych ptaków, takich jak wrona przylądkowa czy kruk srokaty, aby w nich wydać na świat potomstwo. Przeważnie znajdują się one od 2 do 20 metrów nad ziemią na drzewie, a czasem słupie telefonicznym lub elektrycznej konstrukcji wsporczej.

Samica składa od 2 do 7 jaj (najczęściej 3–4). To głównie ona wysiaduje je przez 22–23 dni. Młode stają się w pełni opierzone po 30–34 dniach i pozostają zależne od swych rodzicieli przez 
przynajmniej kolejne 26 dni.